# Distrito de Virú
El distrito de Virú es uno de los tres que conforman la provincia de Virú, ubicada en el departamento de La Libertad en el Norte del Perú.
Desde el punto de vista jerárquico de la Iglesia católica, forma parte de la Arquidiócesis de Trujillo.

## Historia
El distrito fue creado mediante Ley del 28 de diciembre de 1961, en el segundo gobierno del Presidente Manuel Prado Ugarteche.

## Capital
Su capital es Virú.

## Geografía
La provincia abarca una superficie de 1 077,15 km².

## Población
Para el año 2011 se tiene una población estimada en el distrito de Virú de 47.655 habitantes según datos estadísticos del sitio web oficial de la Gerencia Regional de Salud La Libertad, organismo que tiene los datos más actualizados de población de la región debido a que sus metas de atención está determinado por el número de habitantes por cada área geográfica de la región.

## Atractivos turísticos

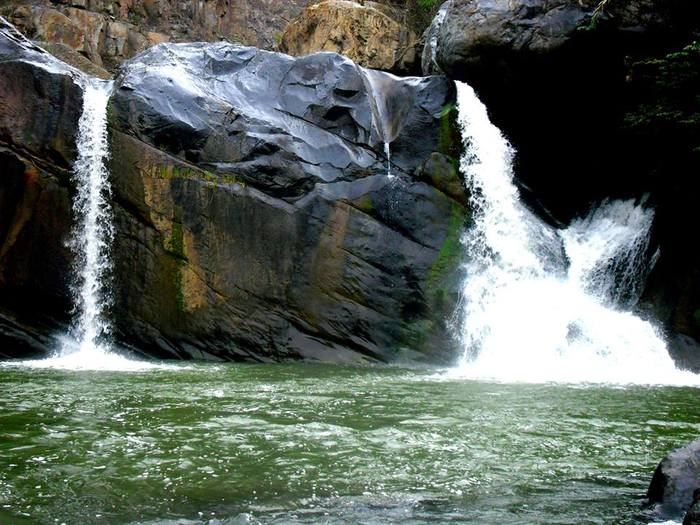
Catarata Consornada en Caray

Castillo de Tomabales un monumento de la cultura Viru datado unos 100 aC, en el valle del río Viru a 8 km de la ciudad de Viru. Es un templo ceremonial que presenta estructuras escalonadas de 36 m, con 5 plataformas que le dan aspecto de pirámide. Cuenta con rampas, muros de adobe y allí se encontró mucha cerámica que hoy se exhibe en el museo Larco Herrera de Lima.
Catarata CondornadaUbicada en el centro poblado de Caray.
Duna Pur PurUbicada a unos 12 km noroeste de la ciudad de Viru, se trata de un cerro de arena de 2 km de largo con una altura de hasta 55 m.
ChavimochicIrrigacion inaugurada el 20-JUL-1990 es considerada la más importante de la costa norte. Se trata del desvío de las aguas del río Santa hacia los valles Viru, Chao, Moche y Chicama, vía un canal madre de 270 km.

## Autoridades

### Municipales
- 2019 - 2022[5]
  - Alcalde: Andrés Ostino Chávez Gonzáles, de Súmate.
  - Regidores:

  1. Abel Irenio Mendoza Sandoval (Súmate)
  2. Ricardo Ríos Baca (Súmate)
  3. José Santiago Peche Rios (Súmate)
  4. Zoila Gladys Vazallo Orbegoso (Súmate)
  5. Jesús Rómulo Abanto Machuca (Súmate)
  6. Flor Patricia Martínez Toribio de Blas (Súmate)
  7. José Ricardo Ruiz Ríos (Súmate)
  8. Roger Cruz Alarcón (Partido Aprista Peruano)
  9. Luis Fernando Jiménez Riquez (Partido Aprista Peruano)
  10. Jorge Luis Sánchez Ciudad (Alianza para el Progreso)
  11. César Blas Cárdenas Roque (Juntos por el Perú)

### Policiales
- Comisario: Mayor PNP.

## Festividades
- Feria de la Ciruela (13,14 y 15 de abril)
- Señor de la Sangre (1, 2 y 3 de julio)
- Virgen de los Dolores (10, 11 y 12 de diciembre)
- Señor Crucificado (11, 12 y 13 de diciembre)

## Localidades
Algunas localidades del distrito de Virú:
- Puerto Morín
- Santa Elena
- San José

- Huancaquito Alto
- Huancaquito Bajo
- El Carmelo
- El Cerrito
- Tomabal
- Huacapongo
- Víctor Raúl
- California